# Alpecin-Fenix/2020
Deze pagina geeft een overzicht van de Alpecin-Fenix-wielerploeg in 2020.

## Algemene gegevens
Sponsors: Alpecin, Fenix
Algemeen manager: Philip Roodhooft
Teammanager: Christoph Roodhooft
Ploegleiders: Michel Cornelisse, Kristof De Kegel, Bart Wellens
Fietsmerk: Canyon
Kleding: Kalas
Kopman: Mathieu van der Poel

## Renners
| Naam                       | Geboortedatum | Nationaliteit       | Ploeg 2019                     | Opmerking   |
| Mannen                     | Mannen        | Mannen              | Mannen                         | Mannen      |
| -------------------------- | ------------- | ------------------- | ------------------------------ | ----------- |
| Antoine Benoist            | 06-08-1999    | Frankrijk           | Neo                            |             |
| Ryan Cortjens              | 08-01-2001    | België              |                                |             |
| Dries De Bondt             | 04-07-1991    | België              |                                |             |
| Floris De Tier             | 20-01-1992    | België              | Team Jumbo-Visma               |             |
| Petter Fagerhaug           | 29-09-1998    | Noorwegen           |                                |             |
| Samuel Gaze                | 12-12-1995    | Nieuw-Zeeland       | Specialized Racing             |             |
| Lasse Norman Hansen        | 11-02-1992    | Denemarken          |                                |             |
| Roy Jans                   | 15-09-1990    | België              |                                |             |
| Jimmy Janssens             | 30-05-1989    | België              |                                |             |
| Alexander Krieger          | 28-11-1991    | Duitsland           | Leopard Pro Cycling            |             |
| Senne Leysen               | 18-03-1996    | België              | Roompot-Charles                |             |
| Marcel Meisen              | 08-01-1989    | Duitsland           |                                |             |
| Tim Merlier                | 30-10-1992    | België              | Creafin-Fristads               | Vanaf 01/03 |
| Sacha Modolo               | 19-06-1987    | Italië              | EF Education First Pro Cycling |             |
| Alexander Richardson       | 30-04-1990    | Verenigd Koninkrijk | Canyon dhb p/b Bloor Homes     |             |
| Jonas Rickaert             | 07-02-1994    | België              |                                |             |
| Oscar Riesebeek            | 23-12-1992    | Nederland           | Roompot-Charles                |             |
| Loris Rouiller             | 01-02-2000    | Zwitserland         |                                |             |
| Kristian Sbaragli          | 08-05-1990    | Italië              | Israel Cycling Academy         |             |
| Diether Sweeck             | 17-12-1993    | België              | Pauwels Sauzen-Vastgoedservice | Vanaf 01/03 |
| Scott Thwaites             | 12-02-1990    | Verenigd Koninkrijk | Vitus Pro Cycling              |             |
| Ben Tulett                 | 26-08-2001    | Verenigd Koninkrijk |                                |             |
| Petr Vakoč                 | 11-07-1992    | Tsjechië            | Deceuninck–Quick-Step          |             |
| David van der Poel         | 15-06-1992    | Nederland           |                                |             |
| Mathieu van der Poel       | 19-01-1995    | Nederland           |                                |             |
| Niels Vandeputte           | 19-09-2000    | België              |                                |             |
| Otto Vergaerde             | 15-07-1994    | België              |                                |             |
| Gianni Vermeersch          | 19-11-1992    | België              | Creafin-Fristads               | Zomer       |
| Louis Vervaeke             | 06-10-1993    | België              | Team Sunweb                    |             |
| Philipp Walsleben          | 19-11-1987    | Duitsland           |                                |             |
| Stagiair                   |               |                     |                                |             |
| Mees Hendrikx              | 05-08-2000    | Nederland           | Neo                            |             |
| Timo Kielich               | 05-08-1999    | België              | Creafin-Fristads               |             |
| Lubomír Petruš             | 17-07-1990    | Tsjechië            |                                |             |
| Vrouwen                    |               |                     |                                |             |
| Ceylin del Carmen Alvarado | 06-08-1998    | Nederland           |                                |             |
| Ronja Eibl                 | 30-08-1999    | Duitsland           |                                |             |
| Puck Pieterse              | 13-05-2002    | Nederland           | Orange Babies Cycling Team     | Vanaf 01/03 |

## Overwinningen op de weg
| Nationale kampioenschappen wielrennen Duitsland - wegrit: Marcel Meisen Nederland - wegrit: Mathieu van der Poel België - wegrit: Dries De Bondt Ster van Bessèges 3e etappe: Dries De Bondt Ronde van Antalya 4e etappe: Tim Merlier Ploegenklassement: *1) Ruta del Sol Bergklassement: Floris De Tier Ronde van de Algarve Bergklassement: Dries De Bondt Dwars door het Hageland Jonas Rickaert Ronde van de Slag om Warschau 3e etappe: Senne Leysen 4e etappe: Oscar Riesebeek Eindklassement: Oscar Riesebeek Jongerenklassement: Senne Leysen Ploegenklassement: *2) Brussels Cycling Classic Tim Merlier | Tirreno-Adriatico 6e etappe: Tim Merlier 7e etappe: Mathieu van der Poel BinckBank Tour 5e etappe: Mathieu van der Poel Eindklassement: Mathieu van der Poel Ronde van Vlaanderen Mathieu van der Poel |  |

Ploeg Ronde van Antalya: Jans, Krieger, Merlier, Rickaert, Tulett, Vervaeke
Ploeg Ronde van de Slag om Warschau: Benoist, Gaze, Leysen, Meisen, Modolo, Riesebeek
Mannen: 2009 · 2010 · 2011 · 2012 · 2013 · 2014 · 2015 · 2016 · 2017 · 2018 · 2019 · 2020 · 2021 · 2022 · 2023 · 2024 · 2025
Vrouwen: 2020 · 2021 · 2022 · 2023 · 2024 · 2025
Alpecin-Fenix · Androni Giocattoli-Sidermec · B&B Hotels-Vital Concept p/b KTM · Bardiani-CSF-Faizanè · Bingoal-Wallonie Bruxelles · Burgos-BH · Caja Rural-Seguros RGA · Circus-Wanty-Gobert · Euskaltel-Euskadi · Gazprom-RusVelo · NIPPO DELKO One Provence · Rally Cycling · Riwal Readynez Cycling Team · Sport Vlaanderen-Baloise · Team Arkéa Samsic · Team Novo Nordisk · Team Total Direct Energie · Uno-X Pro Cycling Team · Vini Zabù-KTM